# Anacithara leptalea
Anacithara leptalea é uma espécie de gastrópode do gênero Anacithara, pertencente a família Horaiclavidae.